# Trolltindan
De Trolltindan is een berg gelegen in nabij Åndalsnes, Møre og Romsdal, Noorwegen. De berg is 1788 meter hoog. Daarmee is het de op 2 na hoogste berg van Møre og Romsdal en de op 67 na hoogste berg van Noorwegen.

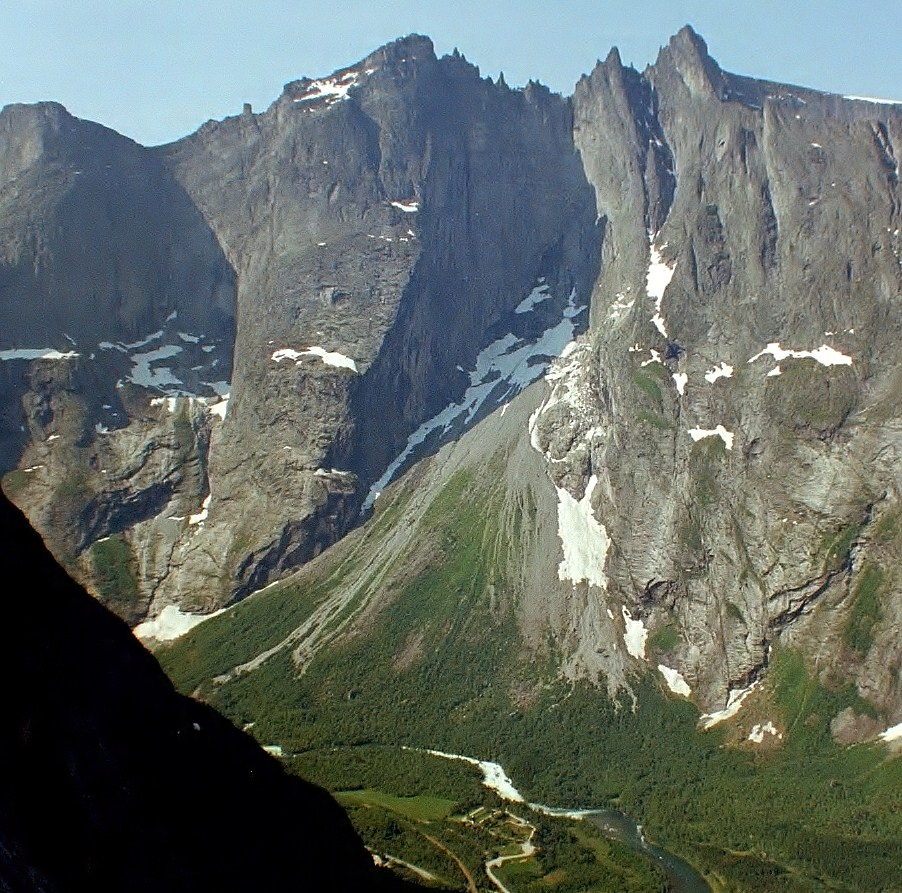